# Austral-Schlangenhalsvogel

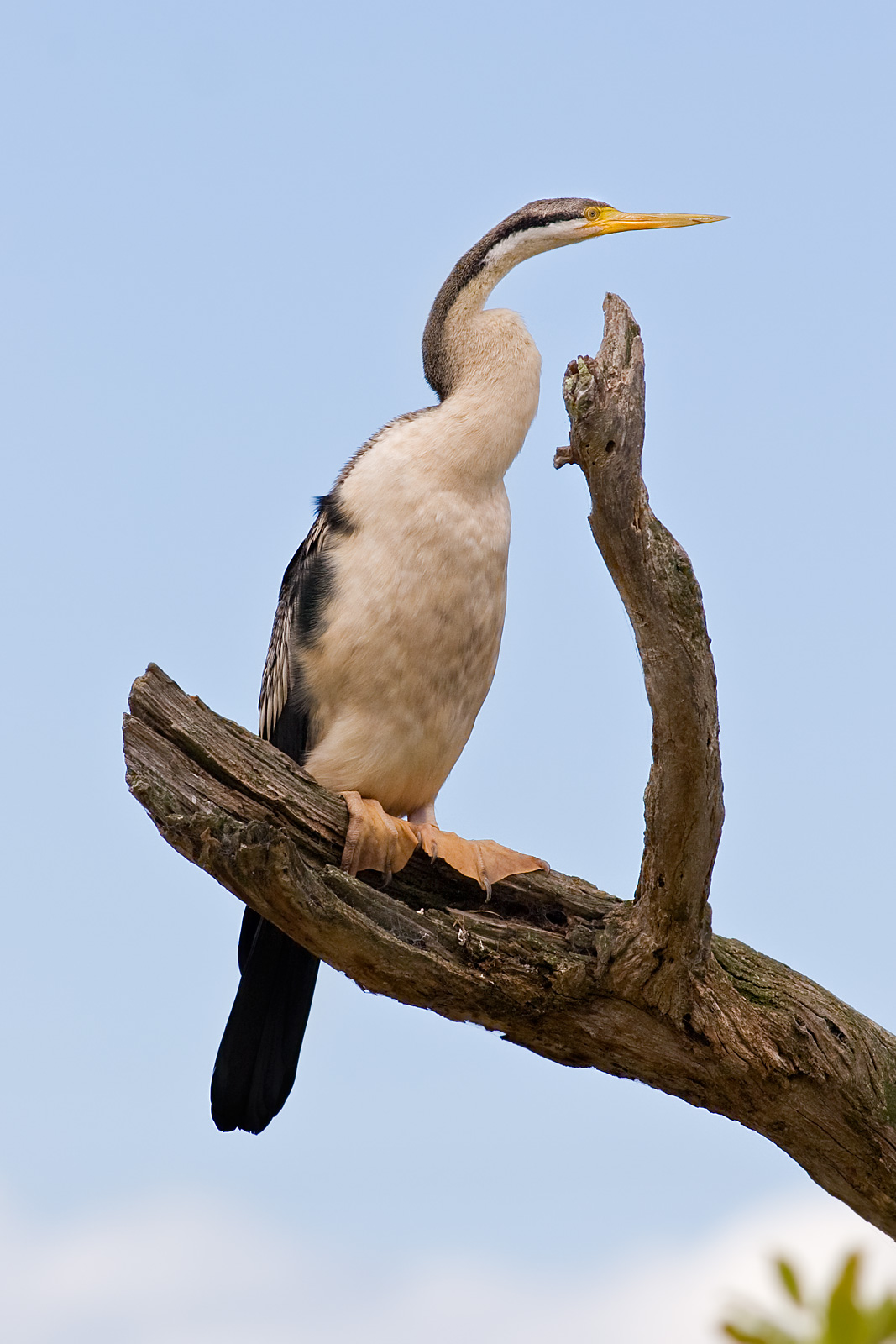
Weiblicher Austral-Schlangenhalsvogel

Der Austral-Schlangenhalsvogel oder Australische Schlangenhalsvogel (Anhinga novaehollandiae) ist eine Art der Schlangenhalsvögel (Anhingidae). Sein Verbreitungsgebiet umfasst große Teile Australiens und Neuguinea.
Die IUCN führt den Austral-Schlangenhalsvogel als zurzeit ungefährdet (least concern).

## Erscheinungsbild
Ausgewachsen erreicht der Austral-Schlangenhalsvogel eine Körperlänge von etwa 86 bis 94 cm und wiegt zwischen 900 und 2000 g. Die Flügelspannweite beträgt 120 cm.
Es handelt sich beim Austral-Schlangenhalsvogel um einen dunkelgefiederten Fischfresser mit einem sehr langen Hals, der den anderen drei Arten der Schlangenhalsvögel sehr ähnelt. Charakteristisch für den Austral-Schlangenhalsvogel ist ein bräunlicher bis schwarzbräunlicher Kopf, der Rücken ist glänzend schwarz mit auffällig weißen, silbergrauen oder blassbraunen Streifen und Punkten. Die Steuerfedern sind lang und bräunlich, bei frisch vermauserten Vögeln dagegen eher schwärzlich. Ein auffälliger weißer oder blassbrauner Streifen verläuft vom Schnabelansatz entlang der Kopfseiten und dem oberen Hals. Die Geschlechter sind auch bei Feldbeobachtungen eindeutig identifizierbar. Männchen haben eine dunkle Körperunterseite, während die der Weibchen hell ist. Weibchen haben außerdem eine graubraune Körperoberseite, weisen aber ähnliche Farbmarkierungen wie die Männchen auf. Die Iris ist während der Brutzeit hellgelb bis gelb, außerhalb der Brutzeit mattgelb bis blassbraun.
Der Schnabel ist wie bei den anderen Anhinga-Arten mit 71 bis 87 mm recht lang (länger als der Kopf), schlank und spitz zulaufend. Allerdings ist die Schnabellänge mit durchschnittlich 75 mm etwas kürzer als bei den anderen drei Arten.
Häufig schwimmt der Austral-Schlangenhalsvogel so, dass nur Hals und Kopf über dem Wasser sichtbar sind. Auf Grund besonders geformter Wirbel im Hals ist er in der Lage, seinen Hals z-förmig zu knicken und ruckartig zu strecken. Dies nutzt er, um Fische mit dem Schnabel aufzuspießen. Diese Fähigkeit hat ihm den englischen Trivialnamen Australasian darter eingebracht.

## Verbreitung und Lebensraum
Der Austral-Schlangenhalsvogel kommt in ganz Australien bis auf die wasserlosen Gebiete im Inneren des Kontinents vor. Neuguinea und benachbarte kleinere Inseln gehören ebenfalls zu seinem Verbreitungsgebiet. Eventuell gehören auch die Schlangenhalsvögel auf Timor zu dieser Art. Irrgäste erreichen gelegentlich auch Neuseeland. Die Wanderbewegungen von Austral-Schlangenhalsvögeln sind bislang nicht abschließend untersucht, ein beringter Vogel wurde jedoch über eine Entfernung von mehr als 2000 Kilometer vom Beringungsort wiedergefunden. Im Norden des australischen Northern Territorys ist der Bestand am Alligator River in der winterlichen Trockenzeit sehr hoch, in der Regenzeit verlassen zahlreiche Vögel jedoch diese Region. Im australischen Bundesstaat Victoria gibt es dagegen keine Hinweise auf vergleichbare Wanderbewegungen.
Sein Lebensraum sind Feuchtgebiete des Binnenlands und geschützte Küstenabschnitte in den Tropen und Subtropen. Er ist für seine Nahrungssuche auf offene, große Gewässer ohne größeren Wellengang angewiesen und benötigt über die Wasseroberfläche ragende Äste oder abgestorbene Baumstämme, um darauf zu ruhen und seine Flügel zu trocknen. Er kommt entsprechend an Seen, Wasserspeichern, Teichen, Billabongs, Sümpfen und Flussmäandern vor. Wasserregionen mit dichter Wasserpflanzenvegetation meidet er. Dagegen ist die Zusammensetzung der Ufervegetation nicht dafür entscheidend, ob ein Gewässer geeigneten Lebensraum für ihn bietet.

## Nahrung und Nahrungssuche

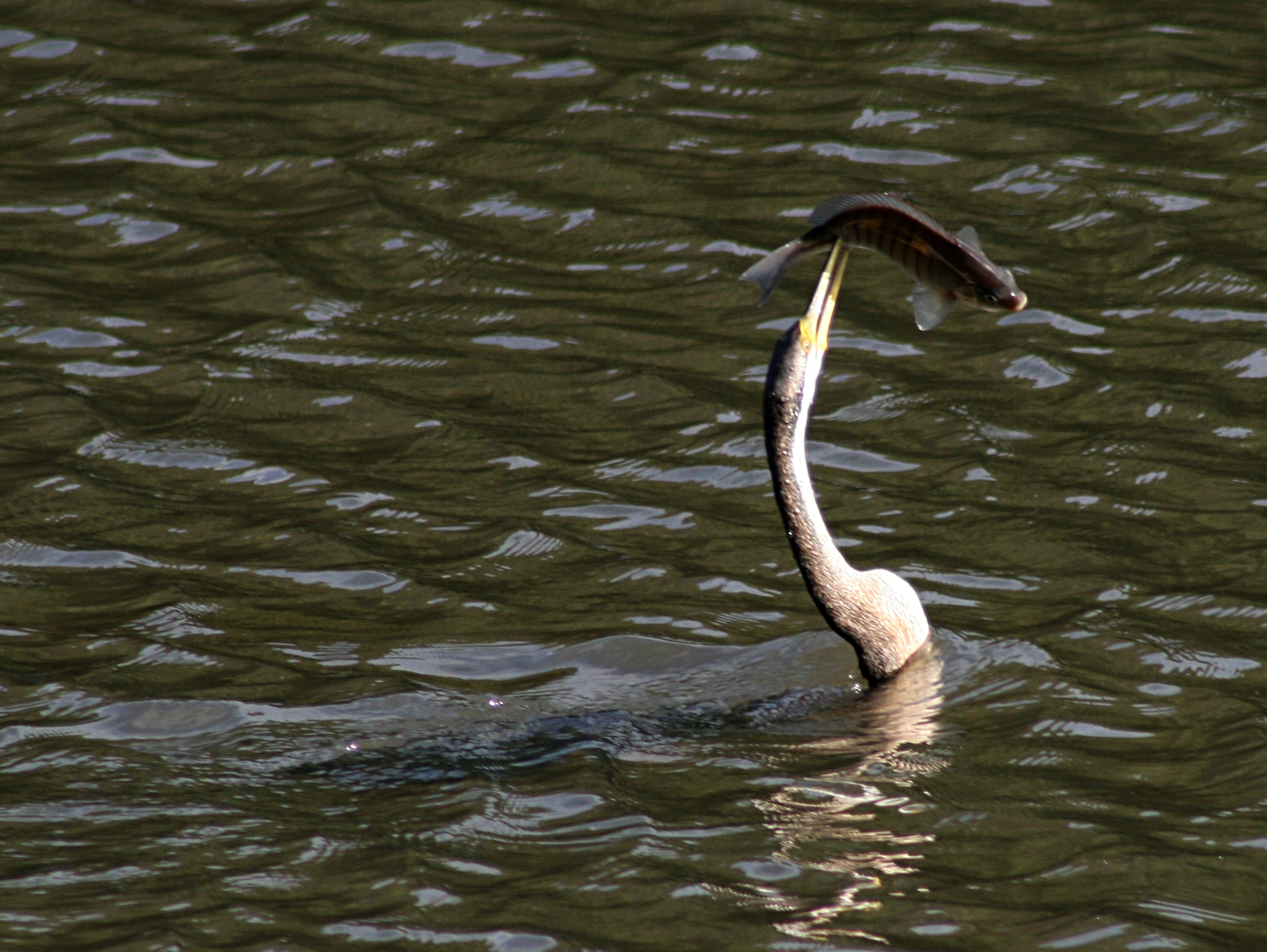
Austral-Schlangenhalsvogel bei erfolgreicher Jagd am Cooks River, New South Wales, Australien

Das Nahrungsspektrum des Austral-Schlangenhalsvogels besteht, wie bei den anderen Schlangenhalsvogel-Arten, überwiegend aus Fisch. Daneben fressen sie Insekten und andere Tiere der Gewässerzone wie beispielsweise Wasserschildkröten. Die Nahrung finden sie überwiegend tauchend. Sie nutzen während der Nahrungssuche bevorzugt Gewässer mit einer Tiefe von mehr als 60 Zentimeter. Die einzelnen Tauchgänge dauern 30 bis 60 Sekunden.
Kleine Beute wird noch unter Wasser verschluckt. Fische werden mit dem Schnabel aufgespießt und an die Wasseroberfläche gebracht. Mit einer schnellen Kopfbewegung wird der Fisch auf die Wasseroberfläche geworfen, wieder aufgenommen und mit dem Kopf zuerst verschluckt. Gelegentlich werfen sie den Fisch auch in die Luft und fangen ihn erneut, bevor er auf die Wasseroberfläche auftrifft. Große Fische werden gelegentlich zu einem Ruheplatz gebracht und dort gefressen.

## Fortpflanzung
Austral-Schlangenhalsvögel gehen eine monogame Paarbeziehung ein, die wenigstens eine Fortpflanzungsperiode Bestand hat. Sie nisten entweder einzeln oder in losen Kolonien von bis zu zehn Nestern. Häufig finden sich in diesen Kolonien auch andere baumbrütende Wasservögel wie Kormorane, Löffler und Ibisse. Gegen Artgenossen wird ein Umkreis von mehreren Metern um das Nest verteidigt. Sie verteidigen dagegen kein Nahrungsterritorium.
Das Männchen wählt den Nistplatz, dabei wählt es gelegentlich auch einen bereits vorher genutzten Niststandort. Das Territorium rund um das Nest kann sich auf den Ast begrenzen, auf dem sich das Nest befindet oder auch den gesamten Baum, in dem gebrütet wird. Zum antagonistischen Verhalten von Austral-Schlangenhalsvögeln gehört es, dass sie mit geschlossenem Schnabel auf einen Eindringling weisen. Kommt er näher, wird der Schnabel leicht geöffnet und der Vogel gibt Zischlaute von sich. Nicht brütende Vögel nähern sich gelegentlich auch mit geöffnetem Schnabel und gespreizten Flügeln, dabei rufen sie sehr laut. Kommt der Eindringling noch näher, schnappen sie nach ihm, allerdings zielen sie dabei nicht auf einen direkten physischen Kontakt ab, der Schnabel wird lediglich in Kopf- oder Halsnähe schnell geschlossen. Erst wenn der Eindringling auch davon nicht abgeschreckt wird, hackt der Austral-Schlangenhalsvogel, der sein Revier verteidigt, auch nach dem Hals oder Kopf des Eindringlings.
Der Austral-Schlangenhalsvogel hat aufgrund seines Verbreitungsgebiets, das von den südlichen gemäßigten Zonen Südaustraliens bis in die tropischen Gebiete Nordaustraliens und Neuguineas reicht, eine recht variable Fortpflanzungszeit. Es gibt eine oder in seltenen Fällen auch zwei Bruten im Jahr. Die Brutzeit liegt in Südaustralien im Frühling (August bis Oktober), in Nordaustralien in der Regenzeit (Januar bis März/April), im April in der Trans-Fly-Region im südlichen Neuguinea, im August und September in der Lower-Fly-Region sowie im Juli und November in der Gegend der Hauptstadt Port Moresby.
In einigen Regionen fehlt er auch über längere Zeit als Brutvogel. Die Nestbasis sind in der Regel frische Äste, beim darauf errichteten Nest werden gewöhnlich bis zu 150 dürre Äste verbaut, die zwischen 10 und 40 Zentimeter lang sind. Einige Nester sind in ihrer Struktur so locker, dass die Eier für einen Beobachter, der direkt unterhalb des Nestes steht, sichtbar sind. Das Nistmaterial wird überwiegend vom Männchen herbeigeschafft.
Das Gelege umfasst zwischen zwei und sechs Eier, typisch sind jedoch Gelege, die aus vier Eiern bestehen. Beide Elternvögel brüten, die Brut wird mit dem ersten Ei aufgenommen. Die Brutzeit beträgt durchschnittlich 28 Tage, der Schlupf der Jungvögel verläuft asynchron. Frisch geschlüpfte Küken sind zunächst nackt. Nestlinge haben in der Regel im Alter von vier Wochen die Größe ihrer Elternvögel erreicht. In diesem Alter beginnen sie auch, aus dem Nest zu klettern und schwimmen gelegentlich sogar. Einige der Jungvögel klettern wieder ins Nest zurück, andere bleiben auf Ästen unterhalb des Nestes hocken. Im Alter von etwa 50 Tagen können sie bereits kurze Distanzen fliegen. Das Alter, in dem Nestlinge normalerweise flügge werden, ist nicht ganz gesichert. Vermutet wird, dass sie mit etwa 60 Tagen flügge werden.
Der Reproduktionserfolg des Austral-Schlangenhalsvogels ist noch nicht systematisch untersucht worden. Am Lake Cowal in Australien gingen von 122 Nestern 38 Gelege verloren. Die Verluste sind überwiegend auf Störungen durch den Menschen zurückzuführen. Brütende Austral-Schlangenhalsvögel kehren in der Regel nicht zu ihren Nestern zurück, bis die Störer sich aus der Umgebung zurückgezogen haben. Diese Brutunterbrechung nutzen Neuhollandkrähen in der Regel aus, um die Eier zu fressen. In 64 Nestern schlüpften zwischen zwei und fünf Jungvögel je Nest, in zwölf Fällen führte ein ausgeprägter Größenunterschied auf Grund der asynchron schlüpfenden Jungvögel dazu, dass der kleinste Nestling nicht überlebte. In vierzehn Fällen starben Nestlinge, nachdem sie sich verletzt hatten, als sie aus dem Nest sprangen.

## Systematik

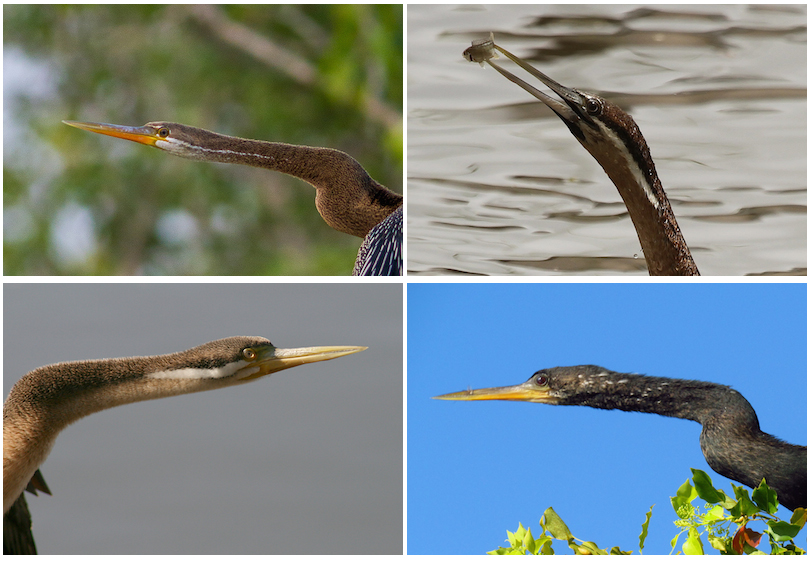
Von Links oben nach rechts unten: Orient-, Afrika-und Austral-Schlangenhalsvogel jeweils mit deutlich sichtbarem hellen Wangenstreif, Amerikanischer Schlangenhalsvogel ohne Wangenstreif

Der Austral-Schlangenhalsvogel ist Teil der Familie der Schlangenhalsvögel (Anhingidae) und ist eng verwandt mit dem Afrika-Schlangenhalsvogel (Anhinga rufa) und auch mit dem Orient-Schlangenhalsvogel (Anhinga melanogaster). Diese drei Arten wurden lange als eine einzige Art Altwelt-Schlangenhalsvogel (Anhinga melanogaster), aufgefasst. Genetische Distanz und morphologische Unterschiede zwischen den drei Arten sind von ähnlicher Größenordnung wie bei typischen Kormoranarten oder Tölpelarten, die ebenfalls zur Ordnung Suliformes gehören. Eine Aufteilung der Arten scheint daher nach heutigem Stand (2018) gerechtfertigt.
Der Amerika-Schlangenhalsvogel unterscheidet sich deutlicher von diesen drei Arten, im Gefieder besonders durch das Fehlen des hellen Wangenstreifs.
Es werden zwei Unterarten des Austral-Schlangenhalsvogels unterschieden:
- Anhinga novaehollandiae novaehollandia, (Gould, 1847) – Australien
- Anhinga novaehollandiae papua, Rand, 1938 – Neuguinea und eventuell Timor

## Einzelbelege
1. 1 2 3  Higgins, S. 799
2. 1 2 3 4  Schodde, R., Kirway, G., Porter, R.: Morphological differentiation and speciation among darters (Anhinga) Bulletin of the British Ornithologists’ Club vol. 132, 2012, Nr. 4, S. 283–294
3. 1 2 3  del Hoyo, J., Collar, N. & Garcia, E.F.J. (2018): Australasian Darter (Anhinga novaehollandiae). In: del Hoyo, J., Elliott, A., Sargatal, J., Christie, D.A. & de Juana, E. (eds.). Handbook of the Birds of the World Alive. Lynx Edicions, Barcelona. (https://www.hbw.com/node/467296, abgerufen am 30. Juli 2018).
4. 1 2 3 4  Higgins, S. 801
5. ↑  Higgins, S. 803
6. ↑  Higgins, S. 801 und 802
7. ↑  Beruldsen, Gordon: Australian Birds: Their Nests and Eggs. Hrsg.: self. Kenmore Hills, Qld 2003, ISBN 0-646-42798-9, S. 192–93.
8. ↑  Bruce M. Beehler, Thane K. Pratt: Birds of New Guinea: Distribution, Taxonomy, and Systematics. Hrsg.: Princeton University Press. 2016, ISBN 978-1-4008-8071-3, S. 122 (google.com).
9. 1 2 3  Higgins, S. 804
10. ↑  Liste der Vogelnamen der IOU IOC World Bird List